# Astrocaryum faranae
Astrocaryum faranae är en enhjärtbladig växtart som beskrevs av Francis Kahn och E.Ferreira. Astrocaryum faranae ingår i släktet Astrocaryum och familjen Arecaceae. Inga underarter finns listade i Catalogue of Life.